# Оцего (Нью-Йорк)
Оцего (англ. Otsego) — місто (англ. town) в США, в окрузі Отсего штату Нью-Йорк. Населення — 3641 особа (2020).

## Демографія
Згідно з переписом 2010 року, у місті мешкало 3900 осіб у 1740 домогосподарствах у складі 1007 родин. Було 2377 помешкань
Расовий склад населення:
| - 96,7 % — білих - 1,2 % — азіатів - 0,4 % — чорних або афроамериканців - 0,2 % — корінних американців |

До двох чи більше рас належало 1,1 %. Частка іспаномовних становила 2,0 % від усіх жителів.
За віковим діапазоном населення розподілялося таким чином: 19,1 % — особи молодші 18 років, 56,5 % — особи у віці 18—64 років, 24,4 % — особи у віці 65 років та старші. Медіана віку мешканця становила 49,5 року. На 100 осіб жіночої статі у місті припадало 85,6 чоловіків;  на 100 жінок у віці від 18 років та старших — 82,6 чоловіків також старших 18 років.
Середній дохід на одне домашнє господарство  становив 95 758 доларів США (медіана — 69 583), а середній дохід на одну сім'ю — 126 260 доларів (медіана — 84 483). Медіана доходів становила 63 406 доларів для чоловіків та 43 000 доларів для жінок. За межею бідності перебувало 9,1 % осіб, у тому числі 10,5 % дітей у віці до 18 років та 4,0 % осіб у віці 65 років та старших.
Цивільне працевлаштоване населення становило 1911 осіб. Основні галузі зайнятості: освіта, охорона здоров'я та соціальна допомога — 43,5 %, мистецтво, розваги та відпочинок — 17,0 %, науковці, спеціалісти, менеджери — 7,7 %, фінанси, страхування та нерухомість — 4,9 %.